# Penn Zero : Héros à mi-temps
Penn Zero : Héros à mi-temps (Penn Zero: Part-Time Hero) est une série télévisée d'animation américaine en 35 épisodes de 22 minutes, créée par Jared Bush et Sam Levine et diffusée entre le 5 décembre 2014 et le 28 juillet 2017 sur Disney XD,
Le cocréateur de la série, Jared Bush, a également coécrit et coréalisé le film Zootopie (2016) de Walt Disney Animation Studios.
En France, la série est diffusée depuis le 14 septembre 2015, également sur Disney XD.

## Fiche technique
Sauf indication contraire, les informations mentionnées dans cette section peuvent être confirmées par la base de données cinématographiques IMDb,  présente dans la section « Liens externes ».
- Titre original : Penn Zero: Part-Time Hero
- Titre français : Penn Zero : Héros à mi-temps
- Création : Jared Bush et Sam Levine
- Réalisation : Adam Henry, Tom De Rosier, Sam Levine et Chuckles Austen
- Scénario : Jared Bush, Sam Levine, Jeffrey Poliquin, Paiman Kalayeh, Kenny Byerly et Jase Ricci
- Direction artistique : Benjamin Plouffe et Chris Whittier
- Montage : Jhoanne Reyes et Jeffrey Perlmutter
- Musique : Ryan Shore (en)
- Casting : Aaron Drown
- Production associée : Tara Badawy
- Production déléguée : Jared Bush et Sam Levine
- Production exécutive : Michele Mazzano
- Sociétés de production : Disney Television Animation
- Pays d'origine :  États-Unis
- Langue originale : anglais
- Genre : série d'animation, science-fiction
- Durée : 22 minutes

## Distribution
- Thomas Middleditch : Penn Zero
- Adam DeVine : Boone Wiseman
- Tania Gunadi : Sashi Kobayashi
- Sam Levine : Phyllis
- Lea Thompson : Vonnie Zero
- Gary Cole : Brock Zero
- Lenny Venito : oncle Chuck
- Rosie Perez : tante Rose
- George Takei : M. Sylvester Kobayaski
- Lauren Tom : Mme Tia Kobayashi
- Beau Bridges : shérif Scaley
- Olivia Holt : Amber Briggs
- Adam West : Captain Super Neweyes / Professor Evil Screweyes
- Sean Astin : Blaze
- Maria Bamford (en) : Nug
- Wanda Sykes : Shirley B. Awesome

## Épisodes
Certains épisodes sont divisés en deux histoires de onze minutes.

### Première saison (2014-2015)
1. Il faut sauver Noël (North Pole Down)
2. Boone le sage / Cowboys et dinosaures (Chicken or Fish? / The Old Old West)
3. Colosses et couches culotte / La Fille mauve (Babypocalypse / That Purple Girl)
4. Je suis un héros ! / Tapis fait de la résistance (I'm Super! / The Fast and the Floor Rugs)
5. Requiem pour un fast-food / Un drôle de cirque (Brainzburgerz / Chuckle City)
6. Sashi l'héroïne / La Cuvette géante (Flurgle Burgle / Temple of the Porcelain God)
7. La Roue de l'infortune / Numéro un, numéro deux (Defending the Earth / Number One, Number Two)
8. Les Gentils monstres / Il faut sauver les céréales (3 Big Problems / Cereal Criminals)
9. Le Retour des héros / Faut pas s'en sphère (I'm Still Super! / Balls!)
10. Chantons à pleine voix / Larry, méchant à mi-temps (The Princess Most Fair / Hail Larry)
11. Un monde en couleurs / Le Manoir de Larry (It's a Colorful Life / Larry Manor)
12. Dame Starblaster / La Fille du shérif (Lady Starblaster / Amber)
13. Corps à corps / Il faut sauver Rufus (Totally Into Your Body / Fish and Chips)
14. Le monde le plus dangereux qu'on puisse imaginer (The Ripple Effect)
15. Dragons Académie / Rippen Penn (Where Dragons Dare / Rip-Penn)
16. Retour à Glousseville / L'Espion des cavernes (Chuckle City 500 / Rock and Roll)
17. L'Arroseur a osé / La Nuit éternelle (Plantywood: City of Flora / Boone's Apprentice)
18. Tante Rose à la rescousse / Les Affreux voleurs (The QPC / Shirley B. Awesome)
19. Robots géants / Ultrahyperball (Massive Morphy Merge Mechs / Ultrahyperball)
20. Le Premier zap (Zap One)
21. Sauver les mondes (Save the Worlds)

### Deuxième saison (2017)
1. Les pirates, le perroquet, les puzzles et les bateaux qui parlent (The Pirates, the Parrot, the Puzzles and the Talking Boats)
2. Alpha, Bravo, Licorne / Un jeu de chat et de souris (Alpha, Bravo, Unicorn / A Game of Cat and Mouse)
3. Ailes du destin / Formation de sensibilité (Wings of Destiny / Sensitivity Training)
4. Le combat déroutant des automates étonnants / Retour vers le passé des futures balles (The Bewildering Bout of the Astounding Automatons / Back to the Past of Future Balls)
5. Une histoire de deux sorciers / Rockulla, Papyrus, Césarienne (A Tale of Two Wizards / Rockullan, Papyron, Scissorian)
6. Soyez mon fantôme / Le Chinchilla (Be My Ghost / The Chinchilla)
7. Les Kobayashis / Fugitifs de céréales (The Kobayashis / Cereal Fugitives)
8. La dernière bête de montagne (The Last Mountain Beast)
9. Ville de combat ninki ninja / Mon fils espiègle (Ninki Ninja Fight Town / My Mischievous Son)
10. Ce mec violet / Racinetilda (That Purple Guy / Rootilda)
11. Le monde le plus dangereux imaginable / Visages commerciaux (The Most Dangerous World Imaginable / Trading Faces)
12. 13 gros problèmes / M. Rippen (13 Big Problems / Mr. Rippen)
13. Au bout des mondes: première partie (At the End of the Worlds: Part One)
14. Au bout des mondes: deuxième partie (At the End of the Worlds: Part Two)

## Production
Le 16 octobre 2013, Disney XD annonce la commande de Penn Zero : Héros à mi-temps pour une diffusion prévue dès 2014. Eric Coleman (en), vice-président de Disney Television Animation, décrit alors la série comme un « juste équilibre de comédie, d'aventure et de cœur. Avec ses multiples personnages, ses divers lieux, et sa direction artistique luxuriante, il s'agit de l'une de nos séries les plus ambitieuses à ce jour ».
Le 22 avril 2015, Disney XD annonce le renouvellement de Penn Zero pour une deuxième saison. Celle-ci permet notamment de découvrir les origines des héros et d'approfondir les personnages. Le 19 juillet 2016, Sam Levine, cocréateur de Penn Zero, révèle que la série se terminera après la deuxième saison.

## Diffusion internationale
Penn Zero : Héros à mi-temps est diffusée au Canada depuis le 16 mars 2015 sur Disney XD. Par la suite, la série est diffusée sur les chaînes de Disney XD, dont l'Australie à partir du 1er mars 2015.

## Récompenses et nominations
| Année | Récompense                          | Catégorie                                                                                 | Récipiendaire | Résultat   |
| ----- | ----------------------------------- | ----------------------------------------------------------------------------------------- | --- | ---------- |
| 2015  | Motion Picture Sound Editors Awards | Meilleur montage sonore, effets sonores, bruitages, dialogues et doublage à la télévision | Eric Freeman, Roy Braverman, Mark Stephan Kondracki et J. Lampinen pour l'épisode Il faut sauver Noël.                                       | Nomination |
| 2016  | BTVA Awards                         | Meilleure performance vocale masculine dans une série télévisée pour un rôle d'invité     | Paul Reubens : Milkman | Nomination |
| 2016  | BTVA Awards                         | Meilleure performance vocale féminine dans une série télévisée pour un rôle d'invité      | Maria Bamford (en) : présidente | Nomination |
| 2016  | BTVA Awards                         | Meilleur doublage pour une nouvelle série télévisée                                       | Thomas Middleditch, Adam DeVine, Tania Gunadi, Alfred Molina, Larry Wilmore, Gary Cole, Lea Thompson, Lenny Venito, Rosie Perez et Adam West | Nomination |
| 2016  | NAACP Image Awards                  | Meilleure voix d'un personnage                                                            | Wanda Sykes dans le rôle de Shirley B. Awesome                                                                                               | Nomination |
| 2016  | Motion Picture Sound Editors Awards | Meilleur montage sonore, effets sonores, bruitages, dialogues et doublage à la télévision | Eric Freeman, Roy Braverman, Mark Stephan Kondracki, Craig Ng, Kate Finan et Jessey Drake pour l'épisode Robots géants / Ultrahyperball.     | Nomination |